# 薩林縣 (密蘇里州)
薩林縣（英語：Saline County）是美國密蘇里州西部的一個縣，北界密蘇里河。面積1,980平方公里。根據美國2000年人口普查，共有人口23,756人。縣治馬歇爾（Marshall）。
建於1820年11月25日，來自當地帶鹹味的泉水。